# Абрахамс, Мик
Майкл Тимоти «Мик» Абрахамс (англ. Michael Timothy 'Mick' Abrahams; 7 апреля 1943, Лутон, Бедфордшир, Англия) — британский гитарист, участник оригинального состава группы Jethro Tull.

## Карьера
В 1968 году Абрахамс вместе с группой Jethro Tull записал альбом This Was. Вскоре после выхода этого альбома Мик был вынужден покинуть группу ввиду конфликтов, возникших у него с Йеном Андерсоном из-за музыкального направления группы. Абрахамс хотел двигаться в направлении блюз-рока, в то время как Андерсон хотел внести в звучание группы элементы джаза и фолка. Первоначально Мик был заменён Тони Айомми, но тот оставил Jethro Tull уже через несколько недель, а вскоре ему на замену пришёл Мартин Барр, который играл вплоть до распада группы в 2014 году.
После ухода из группы Абрахамс основал группу Blodwyn Pig и записал с ней два альбома: Ahead Rings Out (1969) и Getting to This (1970). В 1970 году группа распалась. Затем Абрахамс собрал группу Mick Abrahams Band, в состав которой вошли некоторые музыканты Blodwyn Pig, и выпустил ряд альбомов под этим именем. Он работал водителем, спасателем и финансовым консультантом, а также время от времени давал концерты в Данстэбле, в Бедфордшире.
В конце 1990-х годов Абрахамс вызвал многочисленные споры среди фанатов из-за того, что создал группу 'This Was', включавшую в себя участников оригинального состава Jethro Tull (кроме Йена Андерсона) и исполнявшую весь репертуар Jethro Tull, написанный за тот период. Фанаты Jethro Tull к этой затее отнеслись неодобрительно, но Андерсон, видимо, не был сильно обижен, поскольку в последние годы Абрахамс и Йен часто выступали приглашёнными музыкантами друг у друга. Также Абрахамс на протяжении многих лет участвовал в различных воссоединениях Jethro Tull и выступал с различными концертными проектами.
По сообщениям на его официальном сайте, в ноябре 2009 года Мик перенёс сердечный приступ и должен был быстро выздороветь. В апреле 2010 года официальный сайт сообщил о том, что он переболел болезнью Меньера, которая отсрочила его возвращение в музыкальную индустрию ещё на один год. В декабре 2013 года он заявил о том, что по-прежнему испытывает проблемы со здоровьем, несмотря на всё это, он надеется выпустить свой сольный альбом в 2014 году.
В 2015 году музыкант анонсировал свой новый альбом — Revived!. В качестве приглашённого гостя в альбоме отметился Мартин Барр, который в своё время заменил Мика в Jethro Tull.

## Дискография

### Jethro Tull
- 1968 This Was

### Blodwyn Pig
- 1969 Ahead Rings Out
- 1970 Getting to This
- 1997 Live at Lafayette (bootleg)
- 1999 Live At the Fillmore West: August 3rd, 1970 (bootleg)
- 1999 On Air: Rare Singles & Radio Sessions 1969—1989 (bootleg)
- 2000 The Basement Tapes
- 2002 Live at the Marquee Club London 1974 (Official Bootleg)
- 2003 Rough Gems (Official Bootleg No.2)
- 2012 Radio Sessions '69 to '71

### Mick Abrahams Band
- 1971 A Musical Evening with Mick Abrahams
- 1972 At Last
- 1997 Live In Madrid
- 2008 Amongst Vikings

### Сольные релизы
- 1971 Mick Abrahams
- 1975 Have Fun Learning The Guitar with Mick Abrahams
- 1991 All Said And Done
- 1996 Mick’s Back
- 1996 One
- 2000 Novox (instrumental)
- 2000 The Very Best of ABY (compilation)
- 2001 Music to the Play 'A Midsummer Night’s Dream'
- 2002 The Best of ABY Vol.2
- 2002 How Many Times (with Sharon Watson)
- 2003 Can’t Stop Now
- 2005 Back With The Blues Again
- 2005 Leaving Home Blues
- 2008 65… The Music
- 2013 Hoochie Coochie Man — Lost studio album — Secret Records
- 2015 Revived!

### Reformed Blodwyn Pigs
- 1993 Lies
- 1995 All Tore Down — Live
- 1996 Pig In The Middle
- 2000 See My Way
- 2004 All Said and Done
- 2005 Pigthology
- 2011 Times Have Changed (reissue of Lies)

### This Was Band
- 2001 This Is (Live)